# Adolf Bastian

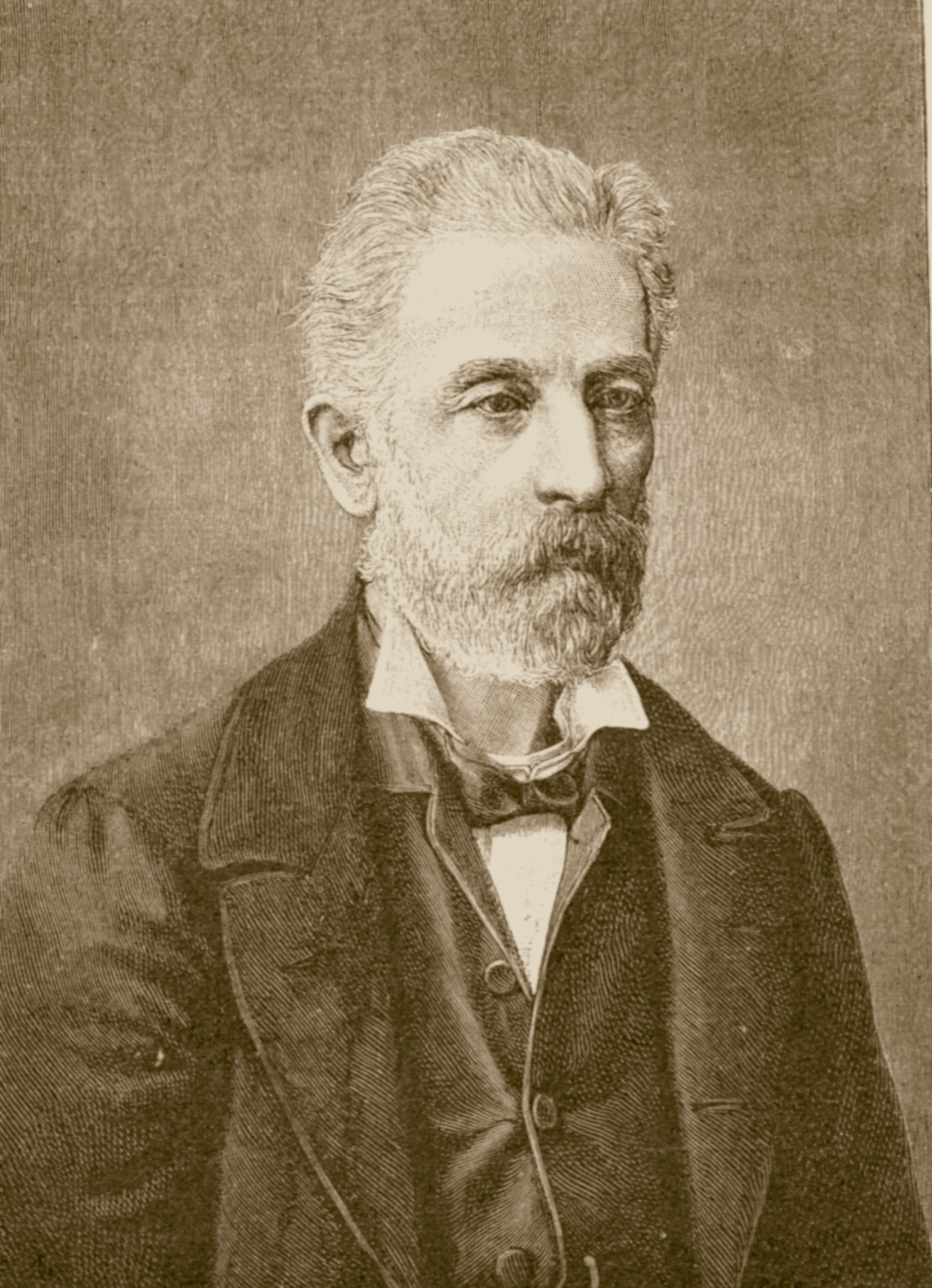
Adolf Bastian

Adolf Bastian (ur. 26 czerwca 1826 w Bremie, zm. 2 lutego 1905 na Trynidadzie) – niemiecki etnolog, autor Der Mensch in der Geschichte (1860).
W 1875 roku zdefiniował kulturę jako naukę o człowieku w odniesieniu do jego socjalnych sposobów zachowań. Zwraca uwagę na jej socjalny charakter, a nie zachowania. Jest autorem „zasady jedności rozumu ludzkiego”, mówiącej, że człowiek wykazuje zawsze te same cechy psychiczne, ma podobną strukturę osobowości i doświadczenie i postępuje tymi samymi drogami. Sformułował teorię konwergencji kulturowej.
Jest reprezentantem nurtu ewolucjonistycznego w etnografii. Sformułował wniosek o jedności natury ludzkiej. Wprowadził pojęcie idei elementarnych, oznaczających idee wspólne wszystkim ludziom, bez względu na kontekst kulturowy,  które przejawiają się poprzez idee etniczne: w mitach, obrzędach. Postawił zagadnienie dyfuzji i kontaktu kulturowego.